# Anaxyrus cognatus
Anaxyrus cognatus es una  especie de anfibio anuro de la familia Bufonidae. Anteriormente incluida en el género Bufo. Su color es grisáceo, marrón y verdoso. Puede tener desde 5,1 hasta 11 cm en longitud. Su alimentación se basa en larvas de varias especies de lepidópteros. Prefiere las praderas de suelo ligero fácil de excavar. La reproducción ocurre en primavera y verano, inmediatamente después de fuertes lluvias. En áreas secas solo es activo durante la noche durante unas pocas semanas, pero en áreas más húmedas con cuerpos de agua permanente es activo durante todo el día. Su canto de cortejo es muy ruidoso y muy rápido. Su depredador principal es la serpiente (Thamnophis radix), y el sapo tiene quimiorreceptores especiales para detectar las señales químicas de la serpiente. 

## Distribución
Se puede encontrar hasta una altitud de 2440 m y se distribuye desde Alberta (Canadá) hasta el norte de México, pasando por los estados de Minnesota, Iowa, Misuri, Oklahoma, Texas, Montana, Wyoming, Colorado, California, Nevada, Arizona, Utah, Nuevo México, Dakota del sur, Dakota del Norte, Nebraska y Kansas.

## Publicación original
- Say in James, 1823: Account of an expedition from Pittsburgh to the Rocky Mountains, performed in the years 1819 and '20: by order of the Hon. J.C. Calhoun, sec'y of war: under the command of Major Stephen H. Long. From the notes of Major Long, Mr. T. Say, and other gentlemen of the exploring party, vol. 3, p. 1-347 (texto íntegro).